# Peter Rafael
Pour les articles homonymes, voir Rafael.
Peter Rafael (né le 17 juillet 1965 à Neunkirchen (Sarre), mort le 22 février 2008 à Bad Ems) est un chanteur allemand.

## Biographie
Rafael commence sa carrière à l'âge de 14 ans en tant que chanteur en première partie d'un girly band. Il prend des cours de chant et de théâtre et joue au théâtre, notamment le petit-fils de Willy Millowitsch. À 18 ans, il signe un contrat avec Koch International. Il apparaît dans le ZDF Hit-Parade.
Il meurt à 42 ans d'un infarctus du myocarde.

## Discographie
Singles
- 1986 : My Spanish Rose / Das ist nicht fair von dir
- 1987 : Phönix aus der Asche
- 1987 : Rosanna / Komm wir brechen jetzt aus
- 1988 : Sangria im Glas / Fantasia
- 1989 : Tanz Lambada
- 1989 : Soll ich das glauben? / Hals über Kopf
- 1990 : Volare / Sonne, Wind und Sterne
- 1990 : Sunshine Dancing / In der Hitze der Nacht
- 1991 : Engel der Nacht
- 1992 : Ich will dich
- 1993 : Heut' Nacht oder nie mehr
- 1993 : Ganz oder gar nicht
- 1993 : Wenn schon, dann richtig
- 1995 : Auf dem Weg zu dir
- 1995 : Ich bin der Mann deiner Träume
- 1996 : Das liegt ganz allein am Rhythmus
- 1996 : Non capisco – nix kapiert
- 1997 : Ist es schon zu spät (duo avec Jessica)
- 1997 : Olé, oh – mein Herz fliegt dir zu
- 1998 : Viva l´amor
- 1999 : Die spanische Nacht
- 2000 : Die Nacht, die Sterne und du
- 2001 : Leuchte, Silbermond
- 2001 : Du bist allein (heute Nacht)
- 2002 : Feuerzauber
- 2002 : In dieser Sommernacht
- 2003 : Das kann doch kein Zufall sein
- 2004 : Bin verliebt
- 2005 : Ein Hoch auf das Leben – La dolce vita
- 2006 : Hallo, Weihnachtsmann
- 2006 : Vorbei ist vorbei
- 2007 : Nur mit Dir
- 2008 : Verliebt in Dich

## Source de la traduction
- (de) Cet article est partiellement ou en totalité issu de l’article de Wikipédia en allemand intitulé « Peter Rafael » (voir la liste des auteurs).